# Lluís Companys
Lluís Companys i Jover (21. června 1882, El Tarròs – 15. října 1940, Barcelona) byl španělský politik a advokát, šéf levicové katalánské strany Esquerra Republicana de Catalunya a prezident katalánské samosprávy Generalitat de Catalunya. Po španělské občanské válce odešel do exilu ve Francii, ale po obsazení Francie nacistickým Německem byl zajat a odevzdán gestapem frankistické diktatuře Francisca Franka. Byl odsouzen vojenským tribunálem k smrti a popraven zastřelením v pevnosti Montjuïc. Nenechal si zakrýt oči a zemřel s výkřikem: „Vraždíte čestného muže. Za Katalánsko!“